# Jurij Souček
Pour les articles homonymes, voir Souček.
Jurij Souček né le 5 avril 1929 à Ljubljana et mort le 17 janvier 2024 est un acteur yougoslave puis slovène.

## Biographie
Diplômé de l'Académie de commerce et plus tard de l'Académie des arts du théâtre de Ljubljana, il fait ses débuts en 1954 avec la comédie Trobi kakor hočeš de Petra Ustinova, où il apparaît aux côtés d'acteurs slovènes célèbres comme Vladimir Skrbinsek (en), Ivan Cesar (sl) et Mila Kačič (sl). 
Par la suite, il prête sa voix à plusieurs personnages de dessins animés pour enfants comme dans Piggeldy und Frederick (de) où il double les deux personnages principaux ou Miškolin (sl). En 1981, il coréalise la série d'animation pour enfants
40 Éléphants Verts (en), série à laquelle il prête également sa voix. 
À ses rôles dans des films, s'ajoutent plusieurs rôles dans des séries télévisées telles que Waitapu (1990).
En 1994, il reçoit le Borštnikov prstan (sl) et en 2005, le prix Viktor (sl) pour l'ensemble de sa carrière. Le Ježkova nagrada (sl) lui est décerné en 2018 pour l'ensemble de sa carrière et il reçoit en 2019  le priznanje zlati glas Združenja dramskih umetnikov ("prix de la Voix d'or de l'Association des artistes dramatiques"). Enfin, la citoyenneté honoraire de Ljubljana lui est accordée en 2022. 
Depuis 2004, il était marié à la chanteuse d'opéra Milena Morača (sl) 

## Galerie

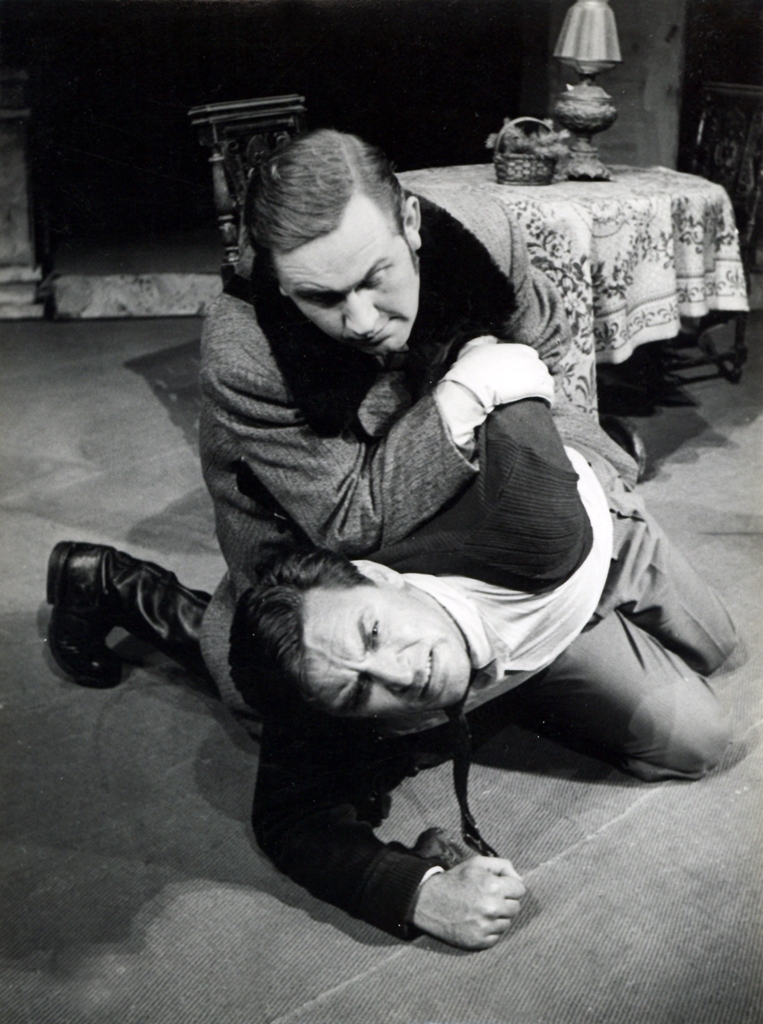
En 1959 avec Andrej Brinar dans une pièce de Matej Bor (en) au Ljubljanska Drama.
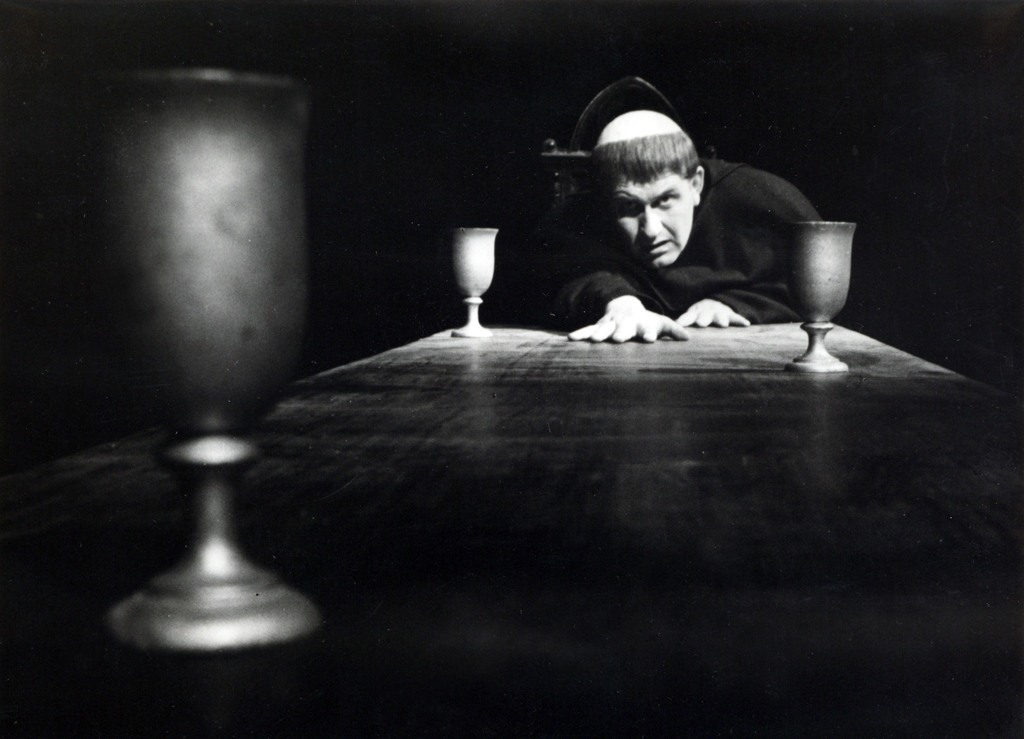
Jurij Souček avec le SNG Drama Ljubljana dans Luther de John Osborne en 1962. Photo de Vlastja Simončič (sl)
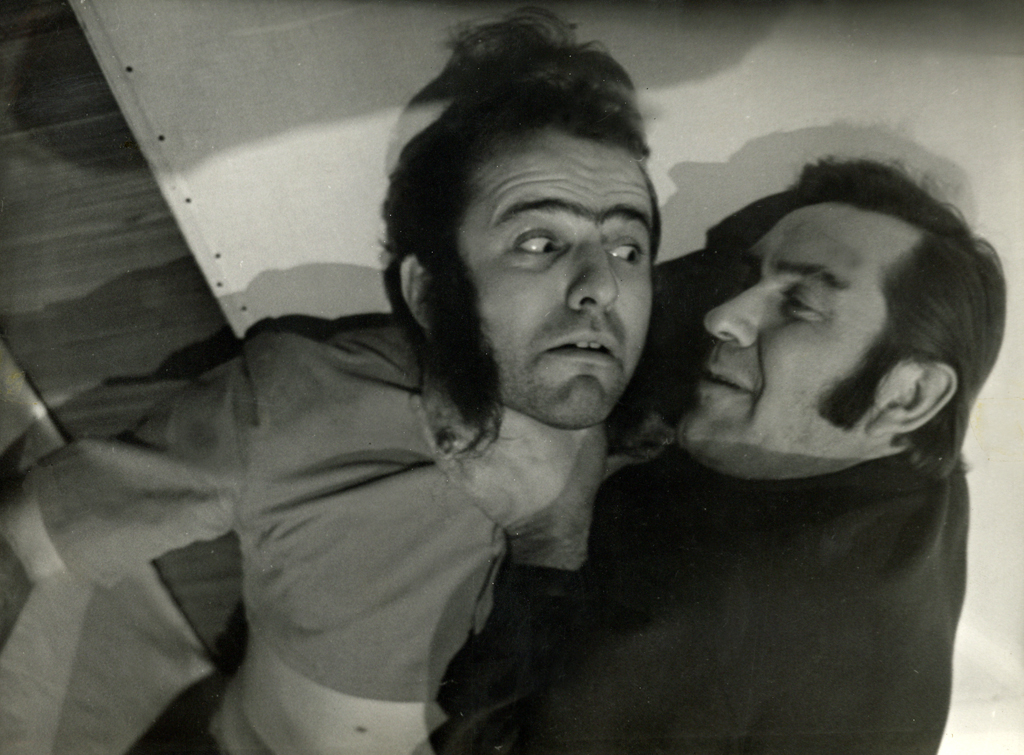
Avec Janez Hočevar - Rifle (sl) dans une pièce de Fernando Arrabal, L'Architecte et l'Empereur d'Assyrie.
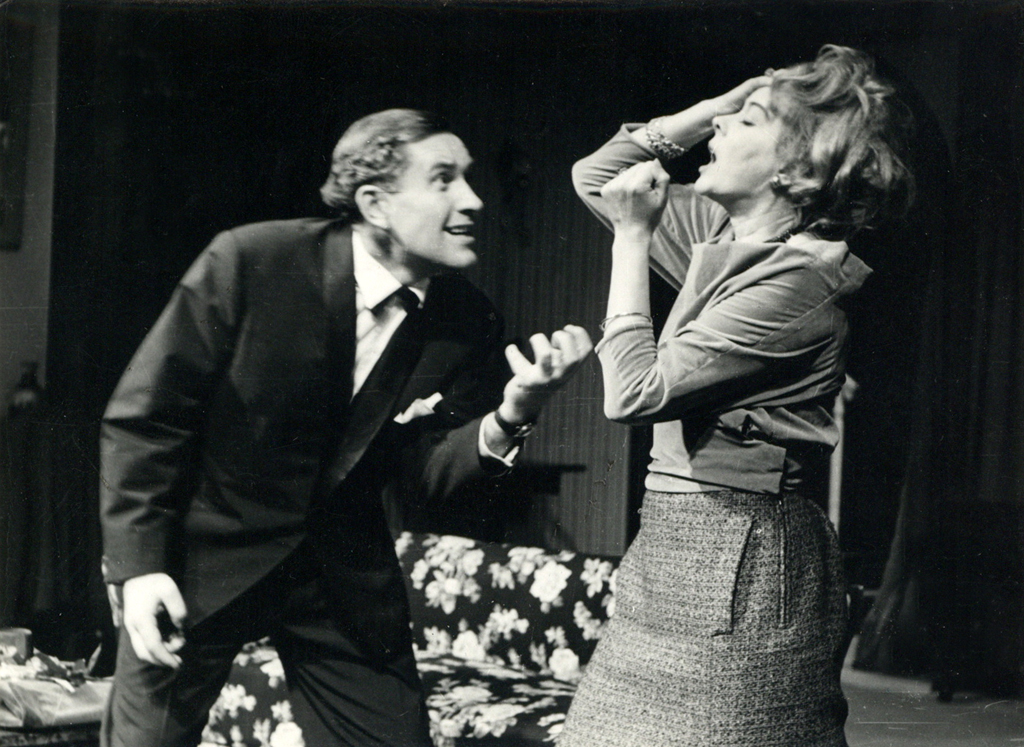
Avec Duša Počkaj dans Qui a peur de Virginia Woolf ? d'Edward Albee en 1969.

## Filmographie sélective
- 1955 : Tri zgodbe (sl)
- 1957 : Don't Whisper
- 1959 : Tri četrtine sonca
- 1961 : Družinski dnevnik (sl)
- 1974 : La paura (it)
- 1987 : Čisto pravi gusar (sl)